# N-メチルヒドロキシルアミン
N-メチルヒドロキシルアミン（英語: N-methylhydroxylamine）は、アミノ基の水素原子の1つがメチル基に置換したヒドロキシルアミン誘導体である。メトキシアミンとアミノメタノールの異性体である。塩酸塩として保管しない限り、発熱反応（-63kJ/mol）でメタンとアザノンに分解する。
この化合物は塩酸塩として市販されている。または、銅のアノードとグラファイトのカソードを用いて、塩酸中でニトロメタンを電気化学的に還元することにより合成できる。